# NGC 2196
NGC 2196 is een spiraalvormig sterrenstelsel in het sterrenbeeld Haas. Het hemelobject werd op 20 november 1784 ontdekt door de Duits-Britse astronoom William Herschel.

## Synoniemen
- ESO 556-4
- MCG -4-15-14
- UGCA 121
- IRAS06100-2147
- PGC 18602